# Крупайське джерело
Крупайське джерело розташоване у Східній Сербії, Поморавському окрузі, нижче західної частини вапняку Беляниці, на правому березі річки Крупа, на висоті 220 м. Воно знаходиться в селі Мілановац, приблизно за 35 км від Жагубіца.

## Характеристики
Крупайське джерело належить до карстових джерел  з температурою 9-11 °C. Нижня частина джерела має форму (вигляд) амфітеатру.  Загальна довжина потоку джерела 435 метрів. Воно спочатку протікає 130 метрів на північ, а потім ще 300 метрів на захід перш ніж зливається з річкою Крупай. Після будівництва дамби висотою 3 м джерело набуло вигляду овального озера довжиною 40 м і шириною 17 м. Його вода переливається з озера дуже привабливим водоспадом.
Спелеологічні дослідження 1998 року показали існування понад 70 м глибоко зворотного плеча печерного сифона, що призводить до танення вапняку з вапнякового масиву Беляниця. Від дамби до водяного млину потік води тече через вапняк, стрибаючи з крутих сторін і водоспадів. Гідрологічний режим джерела та його потужність недостатньо перевірені. Як і більшість карстових джерел, Крупайське джерело має дуже мінливу кількість води протягом року. Поруч із будівництвом млина існує джерело термальної води, що має температуру 26 °C і потік 6-10 літрів в секунду. Ця вода надходить з природного термального джерела, потім ізолюється та переноситься до фонтану. За десять метрів від фонтану, інше термальне явище представлене джерелом у вигляді мініатюрного водоспаду, що виник із самозатухаючого геологічного колодязя.
Крупайське джерело та його околиці прощею 9 га охороняються як  пам'ятник природи національного значення в  Сербії. Пам'ятник природи  "Крупаско врело" був встановлений Указом Уряду Республіки Сербія ("Офіційний вісник Республіки Сербія", № 9/95), а також на підставі Закону про охорону навколишнього природного середовища. Для природної спадщини, що охороняється, це один з найвидатніших карстових ресурсів в Сербії.

## Галерея

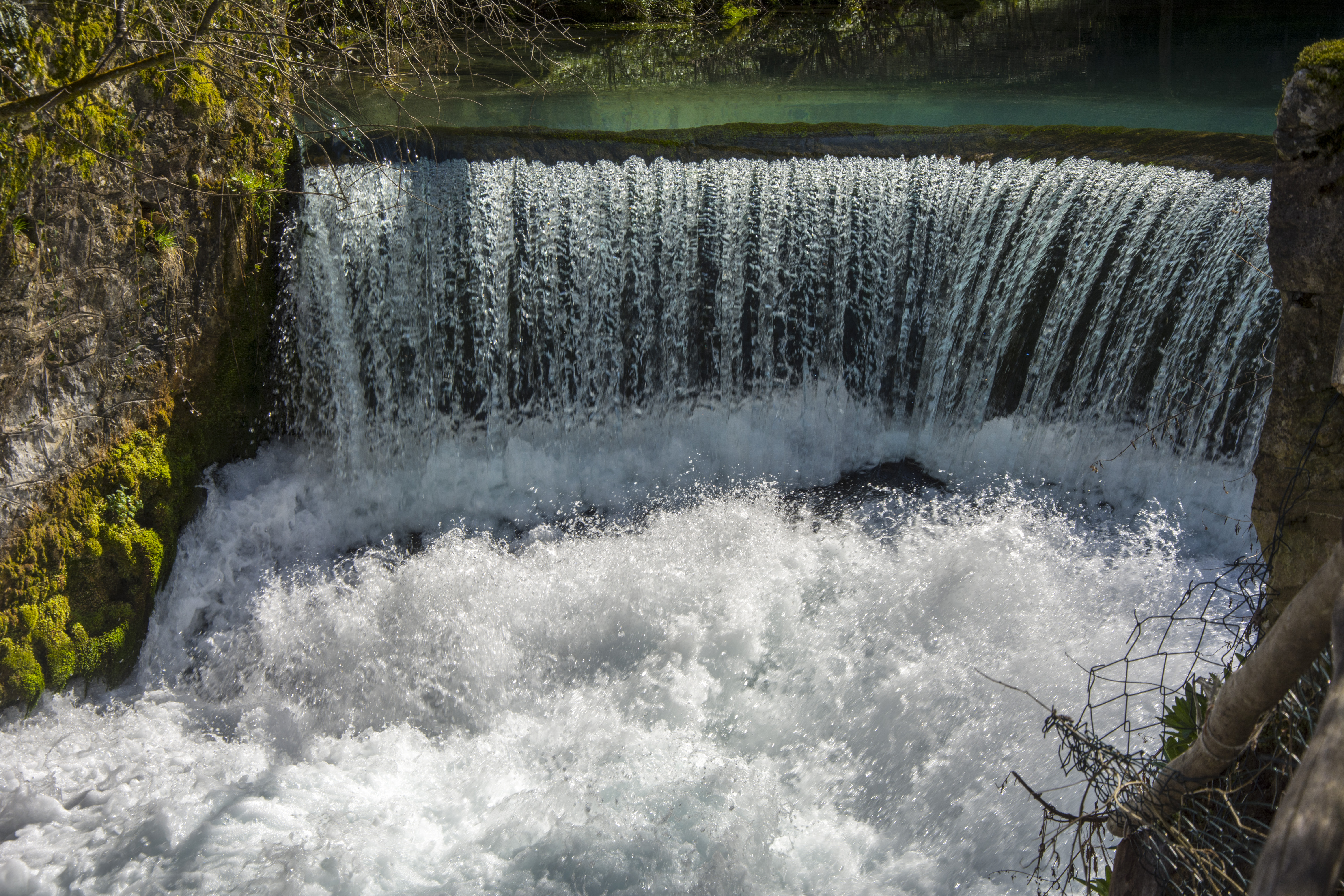
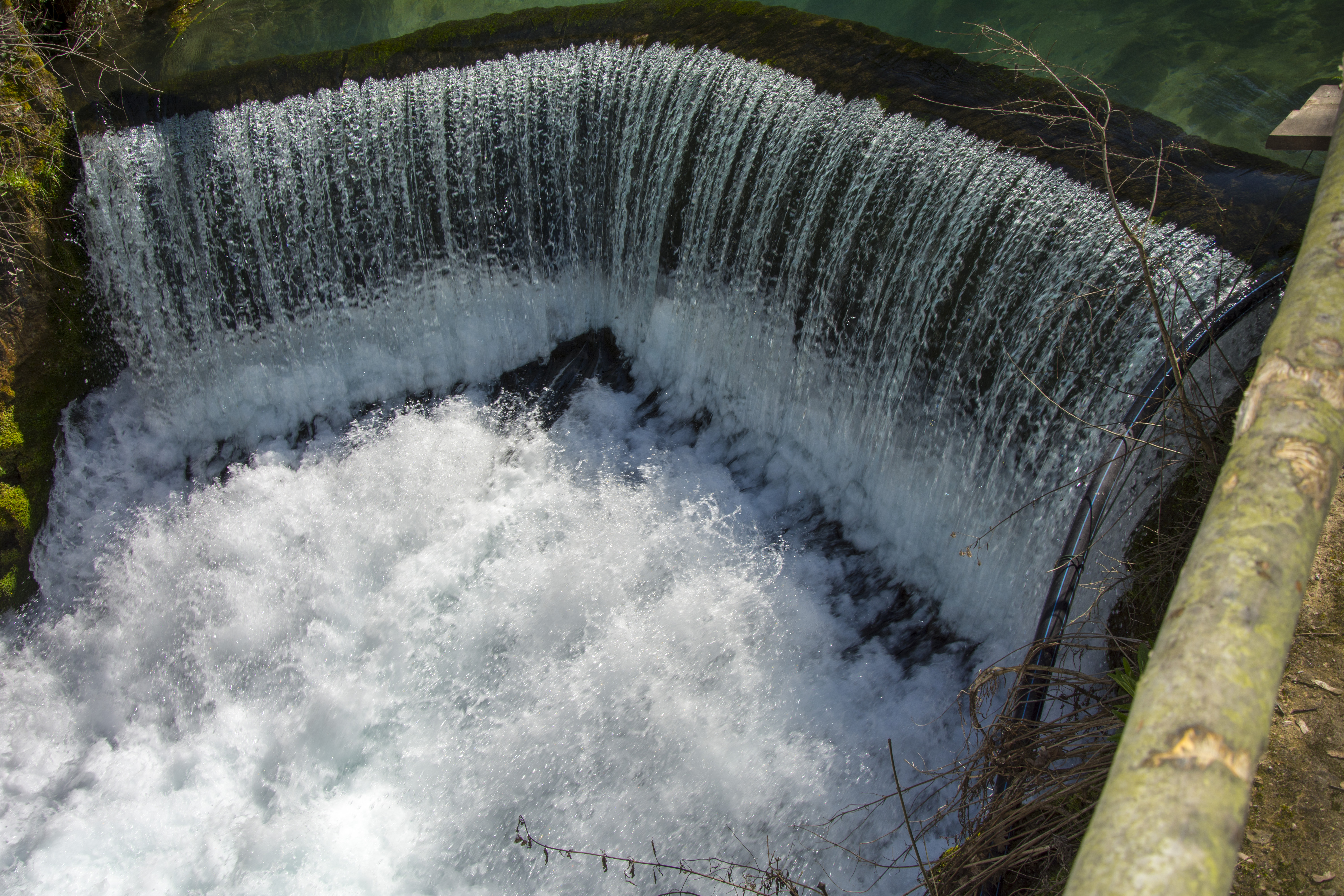
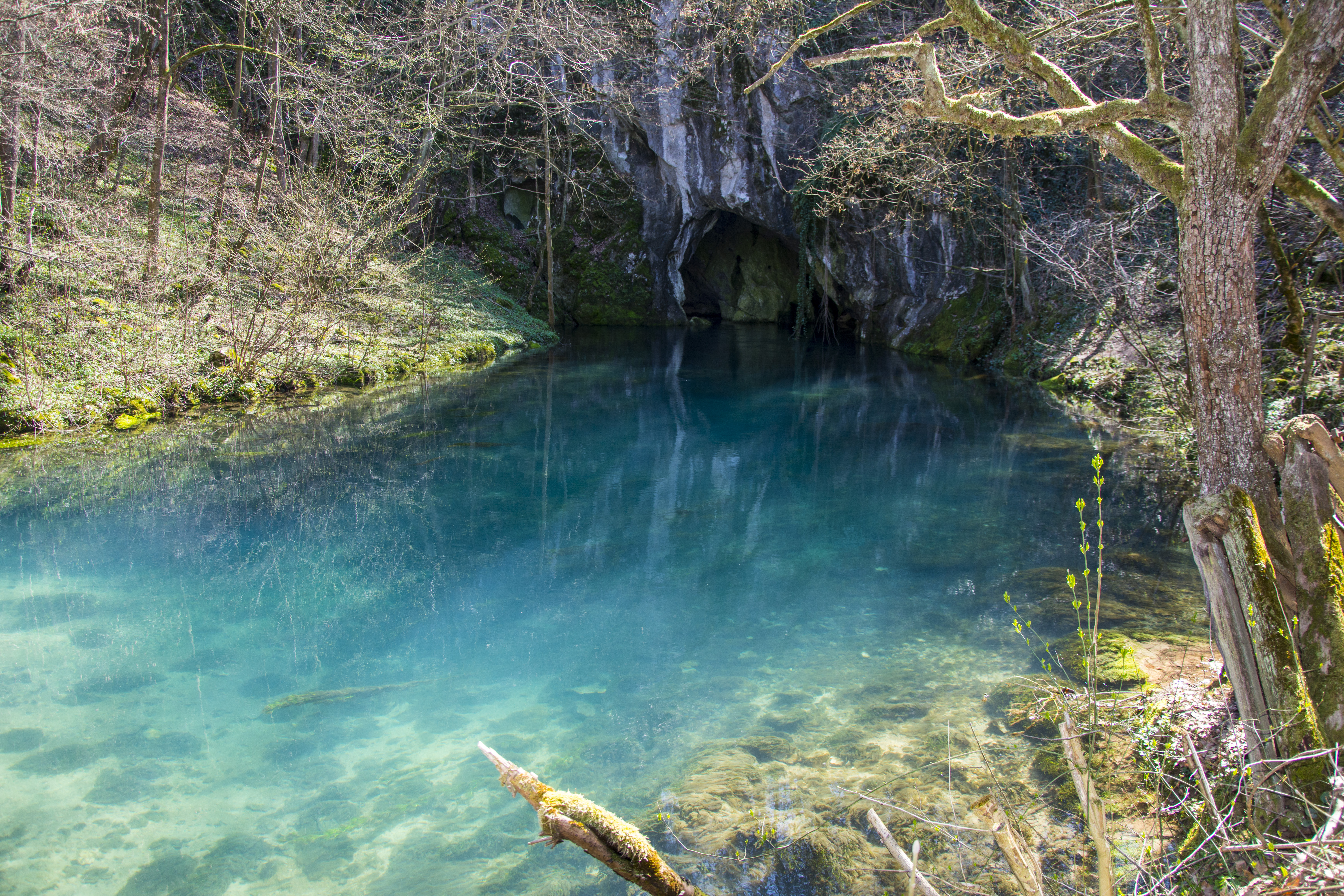
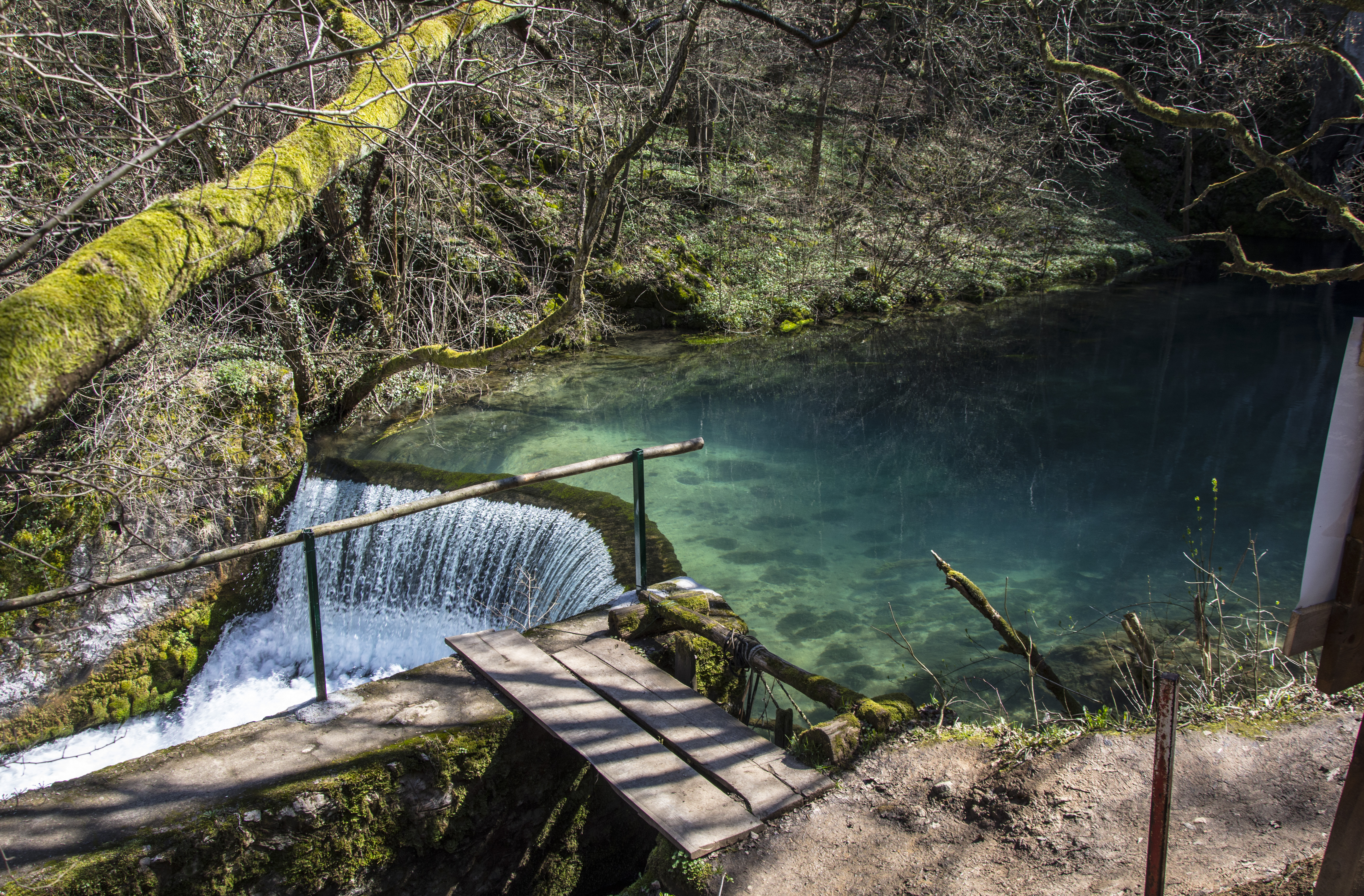
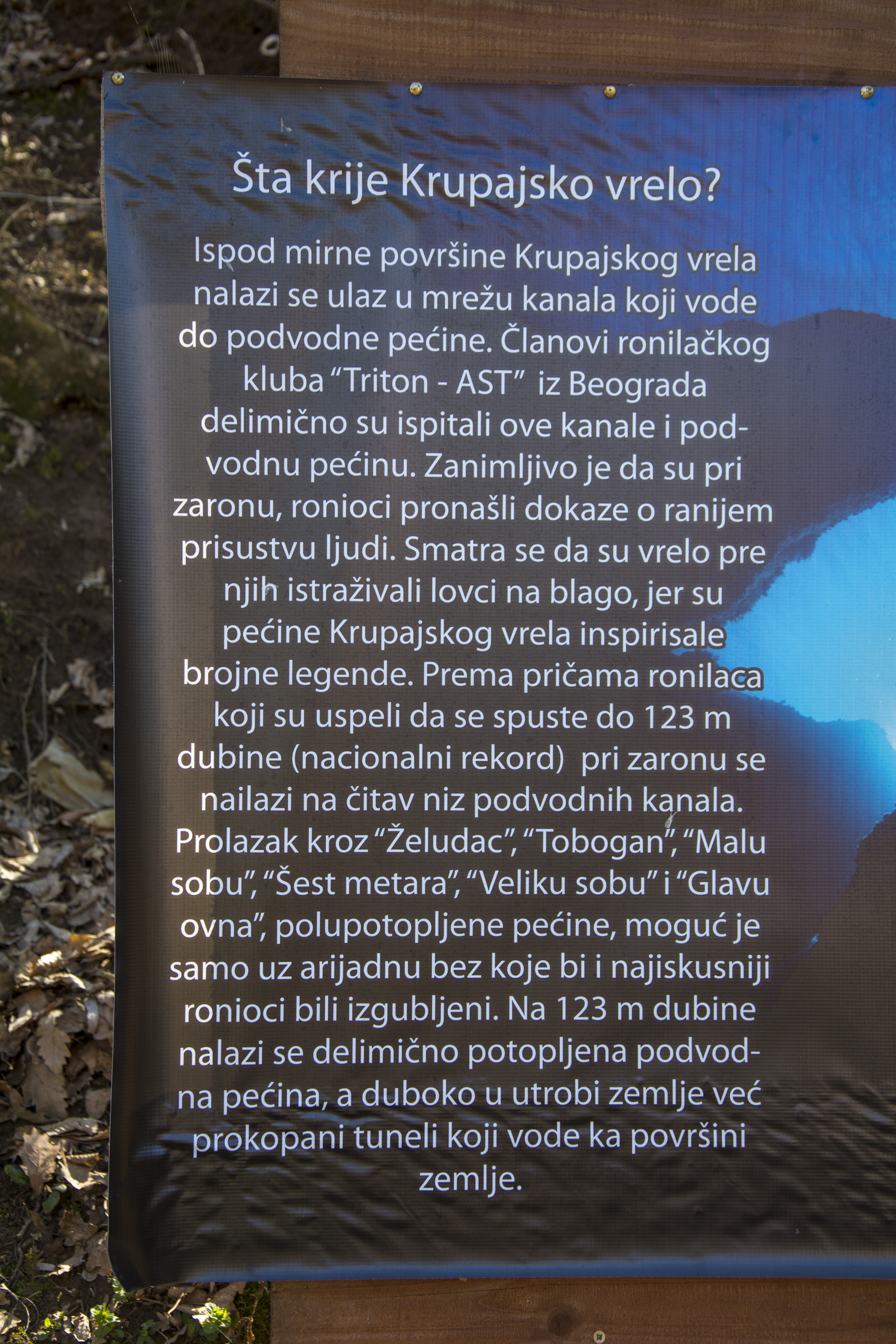
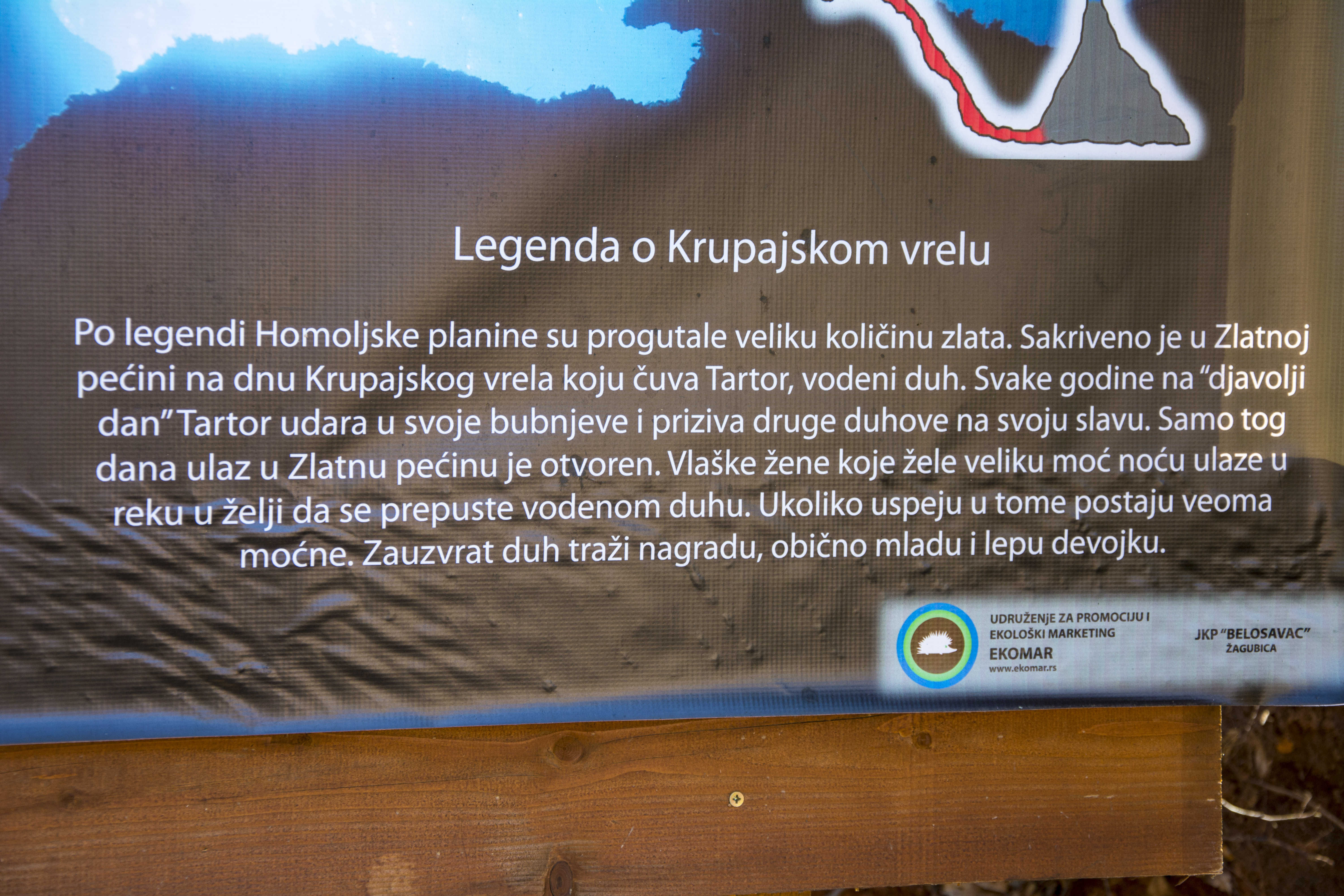
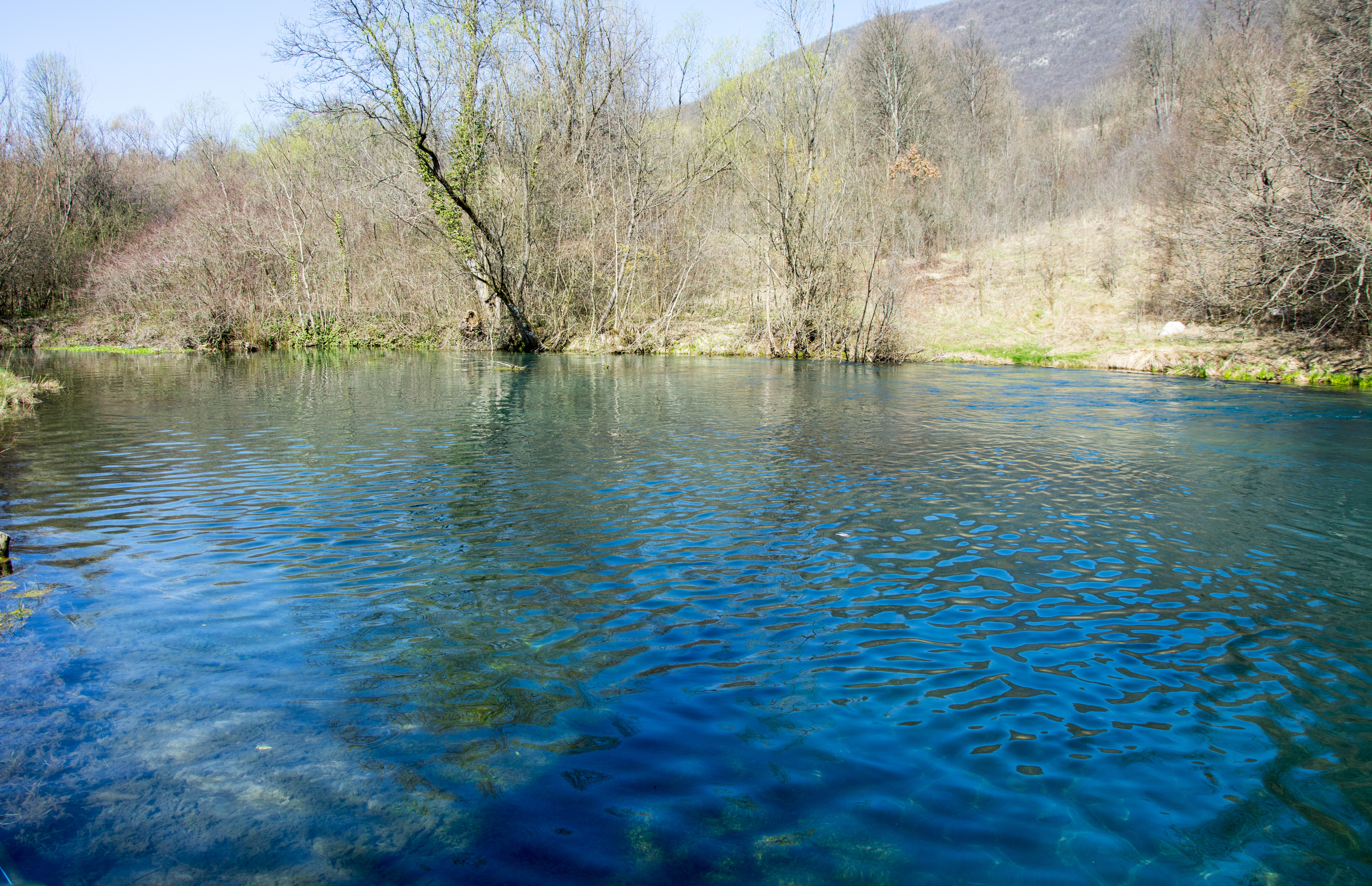
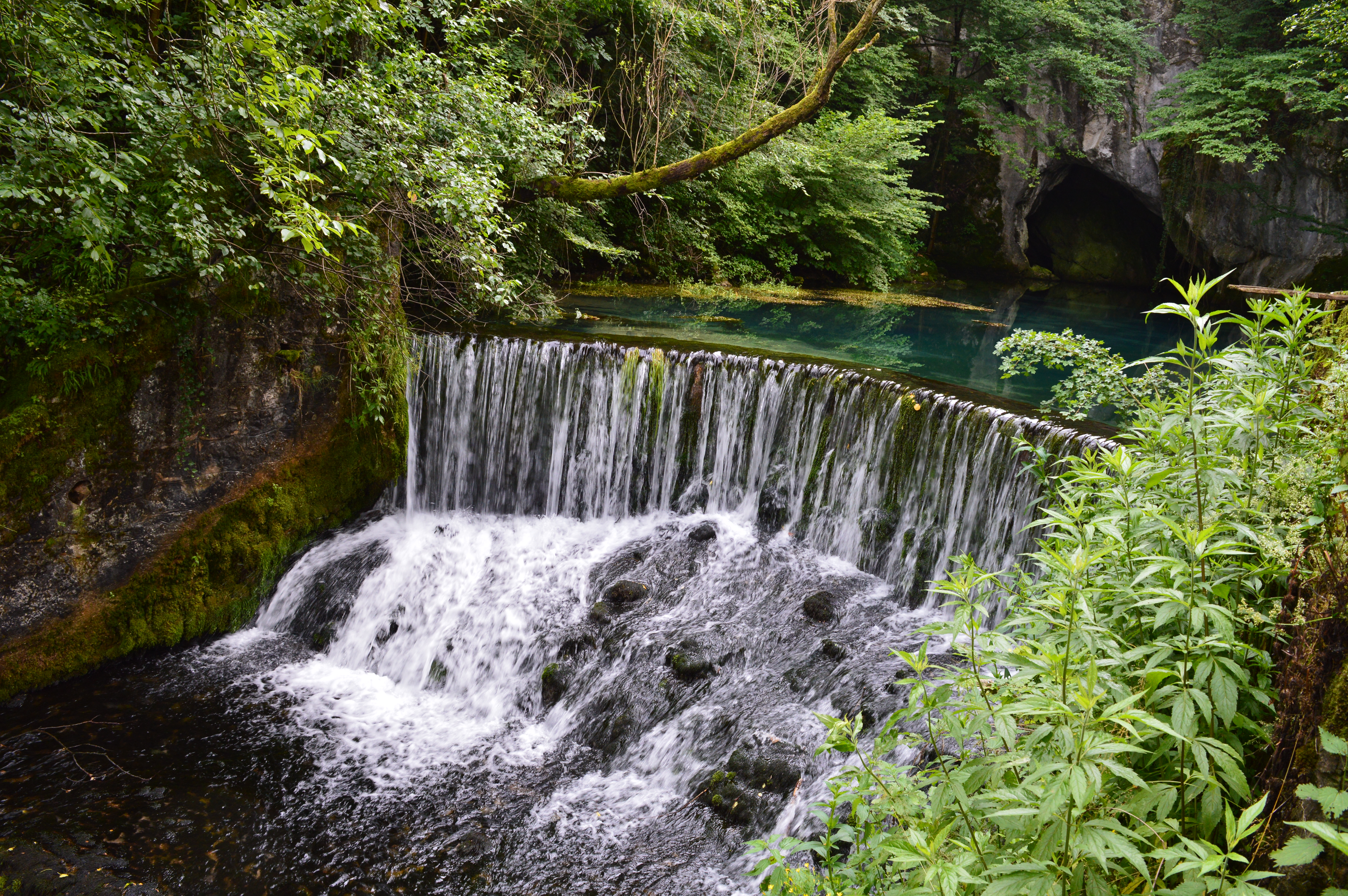
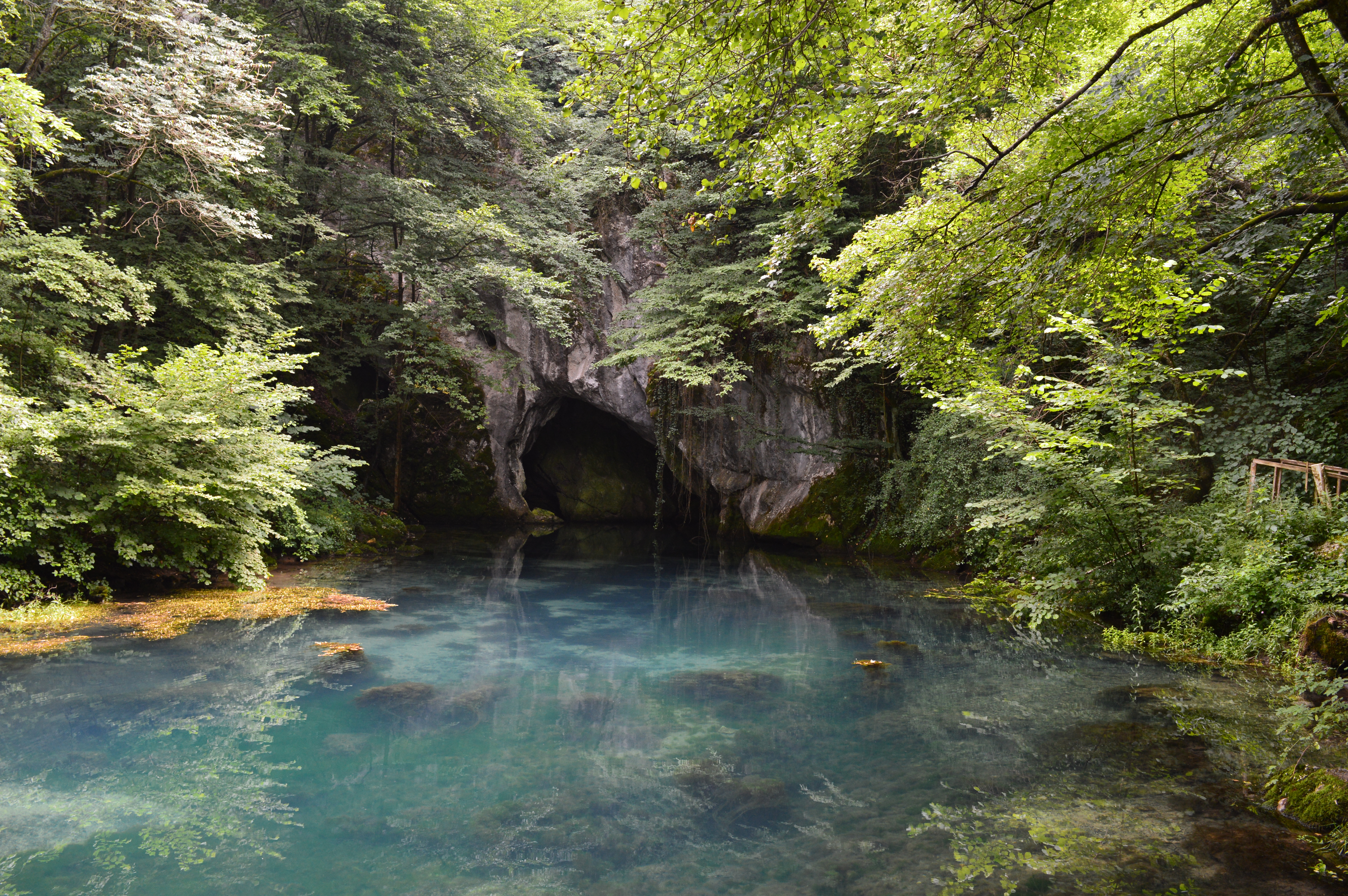
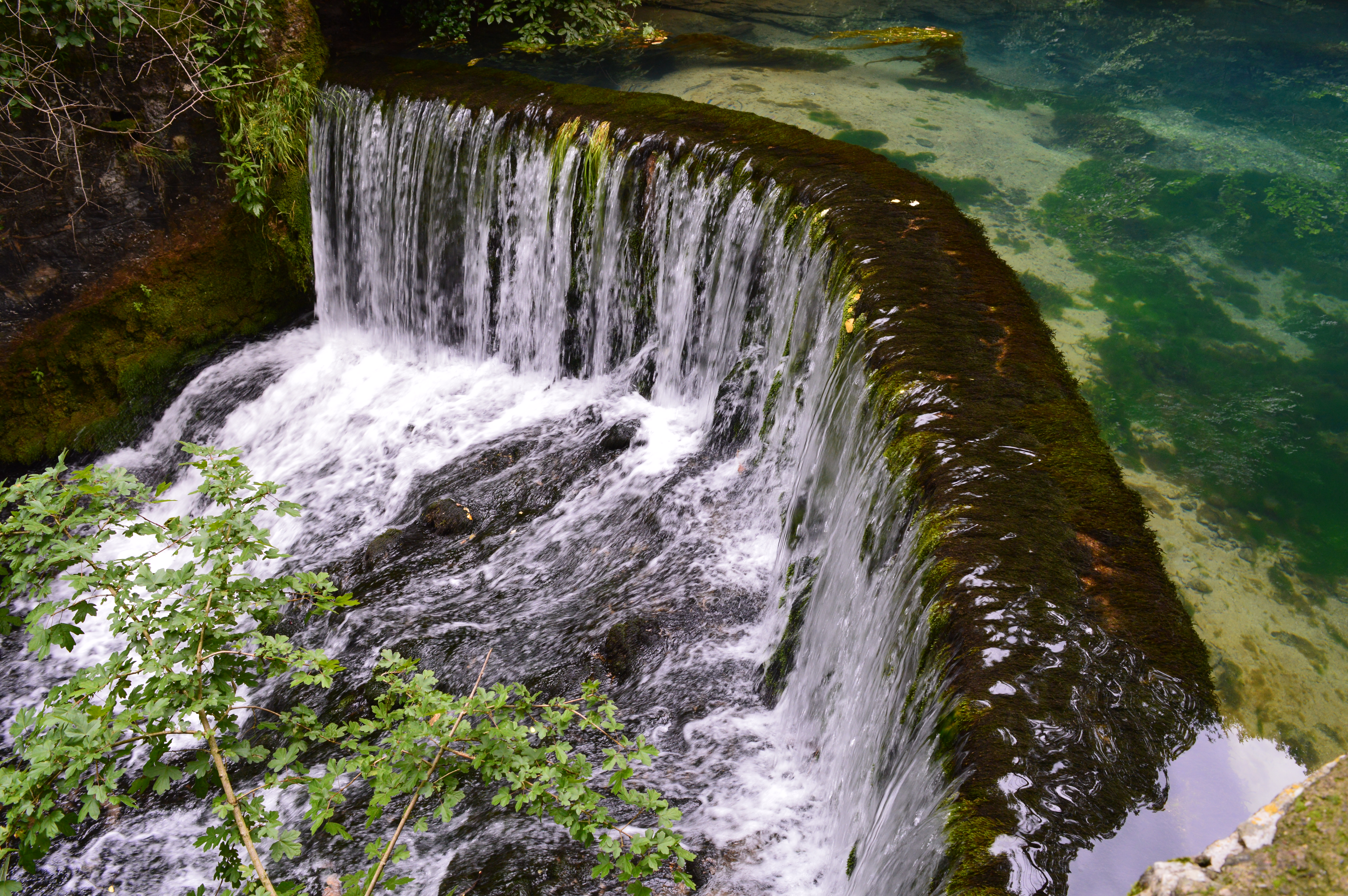
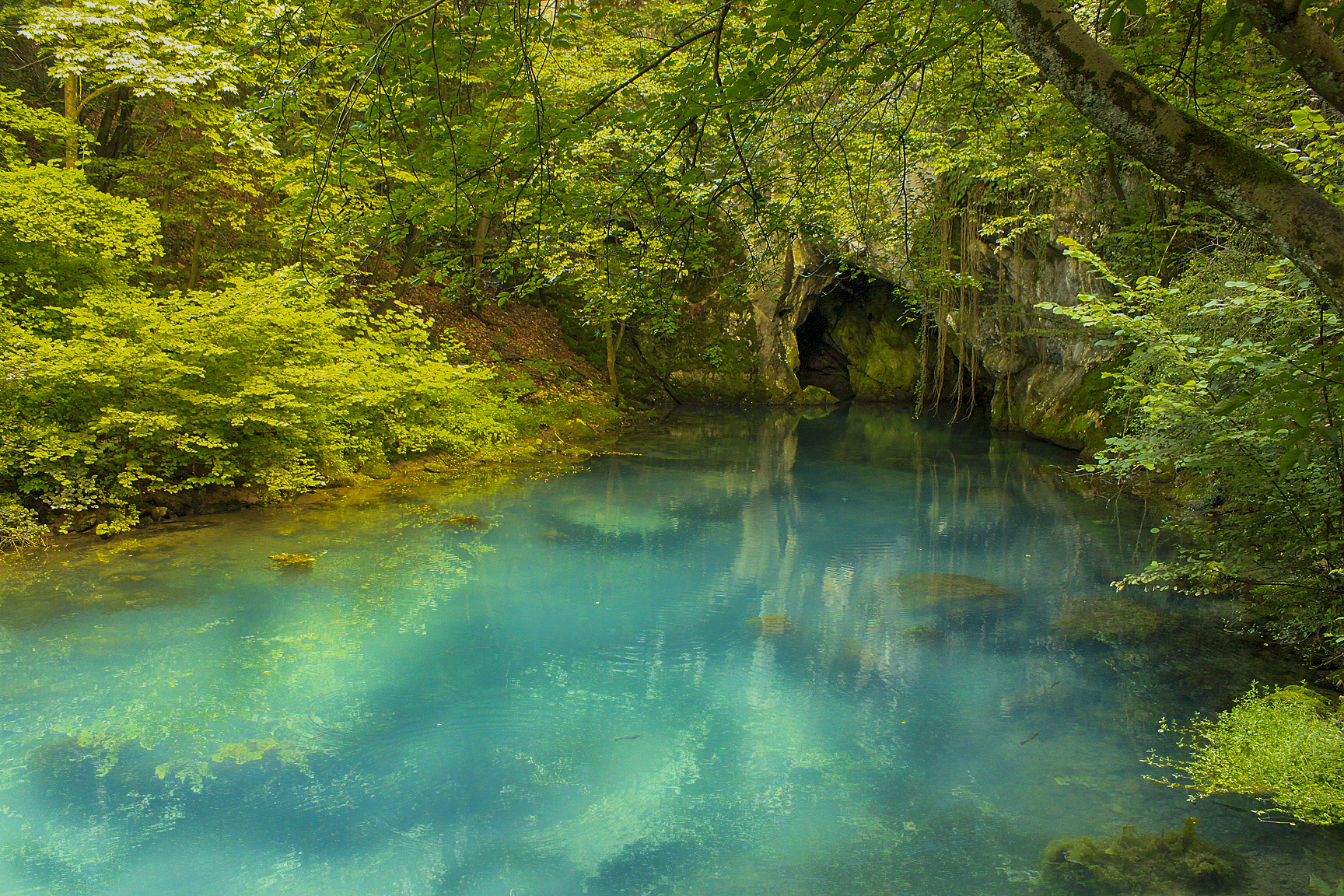
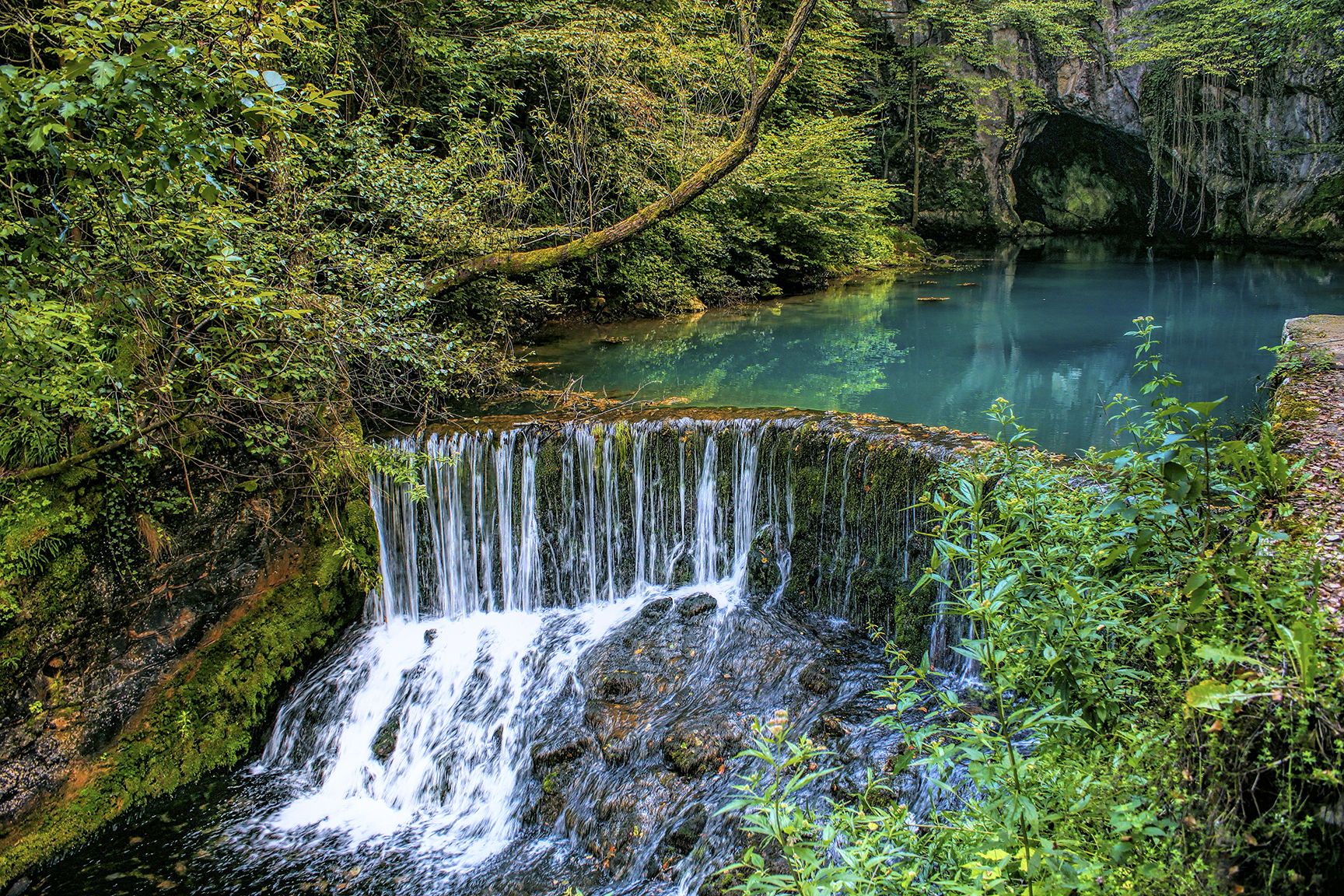